# Pirogues de Bercy
Les pirogues de Bercy sont des bateaux datant du Néolithique, découverts lors des travaux de terrassement effectués au sud-est du Palais omnisports de Paris-Bercy, sur le site des anciens entrepôts de vin de Bercy dans le 12e arrondissement de Paris.

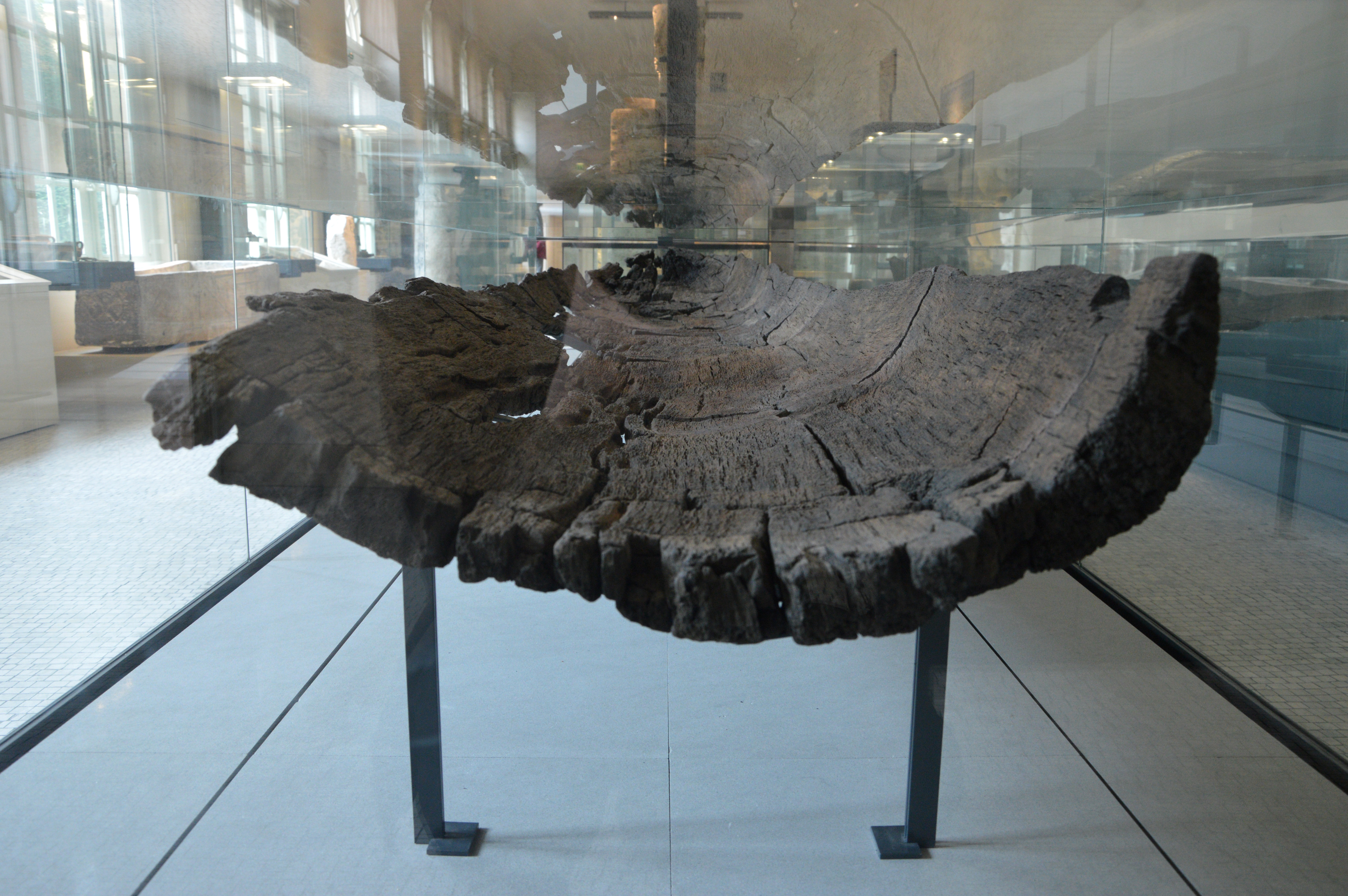
Autre vue de la pirogue

La fouille de 1991-1992 a permis de mettre au jour deux habitats du Néolithique moyen (vers 4500 - 3400 av. J.-C.) et un du Néolithique récent (vers 3000 - 2600 av. J.-C.). Dix pirogues ont été trouvées au pied de ce site, accompagnées d'artéfacts néolithiques tels que des poteries, outils, et pointes de flèche. La fouille des sédiments a révélé une occupation presque permanente sur la berge d’un ancien bras de la Seine.
Plusieurs de ces pirogues sont exposées au musée Carnavalet, à Paris, avec d'autres artéfacts relatifs à la même époque. Les pirogues ont donné son nom à la rue des Pirogues-de-Bercy.

## Description

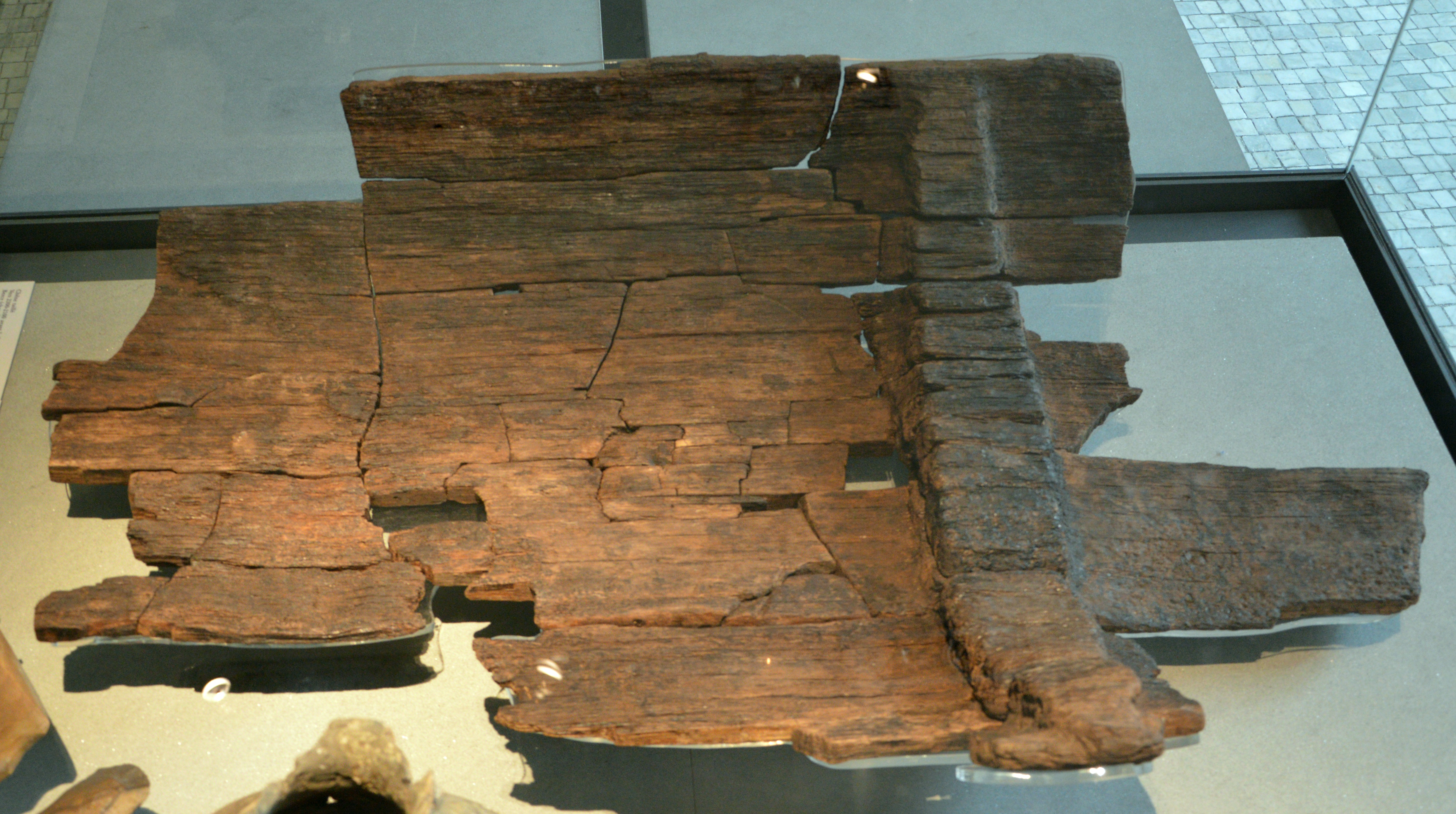
Fragment de l'une des pirogues exposées au musée Carnavalet

Parmi les dix pirogues (ou fragments de pirogues), les deux spécimens les plus complets sont datés pour l'un de 4800 - 4300 av. J.-C. et pour l'autre de 2700 av. J.-C. La partie conservée de la pirogue exposée au Musée Carnavalet mesure plus de 5 mètres. Il est vraisemblable que, à l’époque de leur utilisation, les longueurs des pirogues devaient se situer entre 6 et 8 m tandis que leurs largeurs devaient avoisiner 0,80 à 1 m, voire 1,20 m.

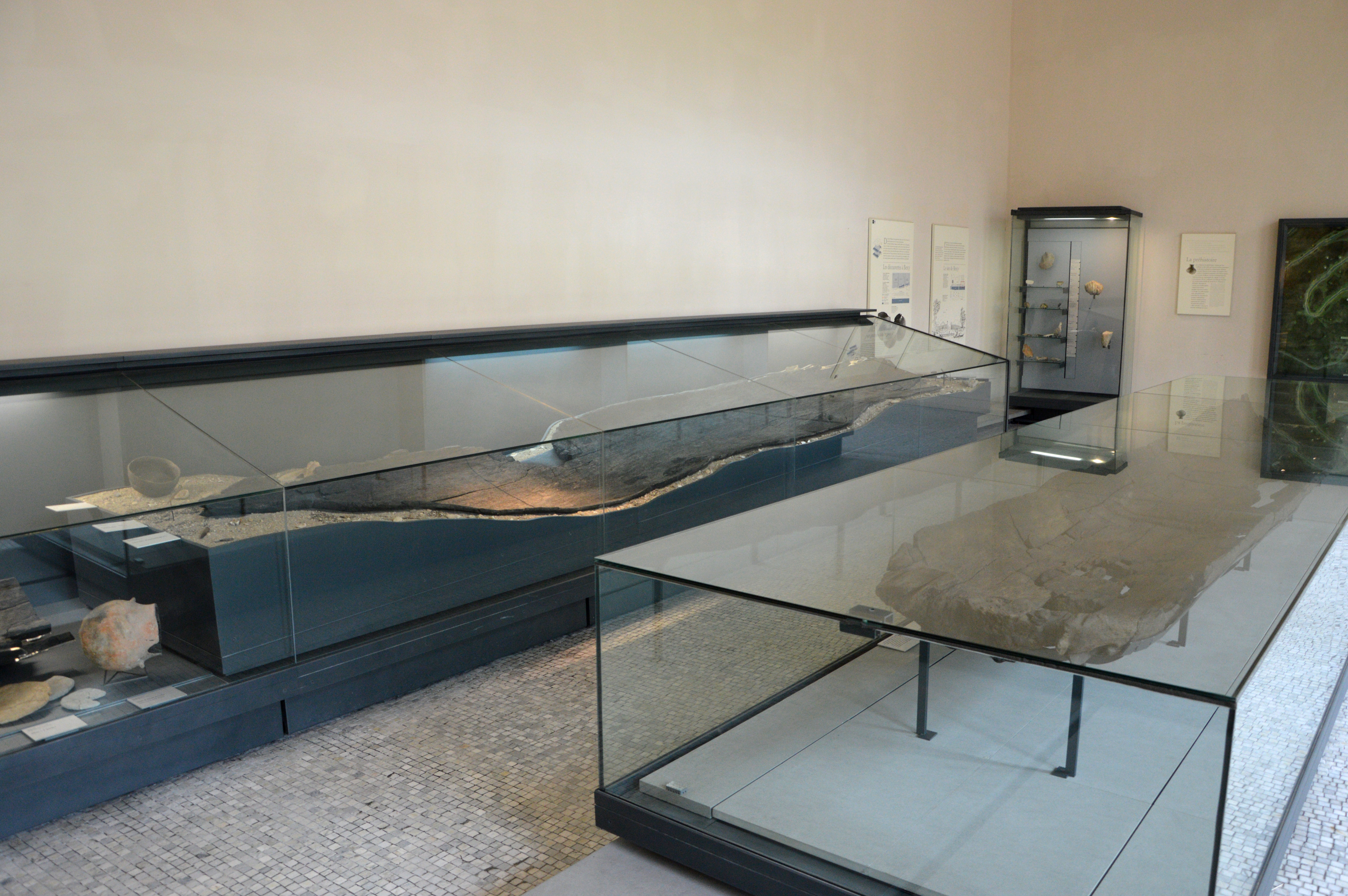
Autre vue de l'exposition au musée Carnavalet

Ces pirogues en bois de chêne sont dites pirogues monoxyles, parce qu'elles sont creusées dans un tronc d'arbre, d'abord par le feu puis par différents outils de pierre qui ont laissé leurs traces dans le bois. Elles permettaient la pêche mais aussi le transport des marchandises et des personnes. Comme elles n’avaient pas de quilles, elles n’étaient certainement pas très stables.
Les dix pirogues en chêne ont été trouvées sous 15 m d'alluvions (dépôts sédimentaires). Le poids de ces sédiments a substantiellement déformé ces spécimens. Du point de vue archéologique, leur intérêt principal réside dans l’éclaircissement qu’ils apportent quant aux méthodes néolithiques de fabrication. En effet, 3 des 10 spécimens de Paris-Bercy possèdent des traces de carbonisation en relief par rapport au reste du fond. L’un de ces fragments porte même des traces d’herminette attaquées par le feu (en fait, au moins deux herminettes de largeurs différentes ont été utilisées). Les archéologues tirent la conclusion que les dernières phases de l’évidage consistaient à brûler le fond de l’embarcation assez superficiellement (sur à peu près 1 cm d'épaisseur) et puis à utiliser l’herminette pour enlever la croûte superficielle carbonisée. Ainsi, les pirogues de Bercy montrent que les hommes préhistoriques de cette époque pratiquaient avec maîtrise l’évidage au feu.
Une autre caractéristique notable est l'épaisseur exceptionnellement faible des coques des certaines pirogues de Bercy. Pour l'une des pirogues, l'épaisseur du fond est de l'ordre d'un centimètre. Il est, en effet, très difficile de maîtriser la dernière phase d'évidage d'une coque si mince. Les archéologues spéculent que, pour avoir une coque si fine, les hommes préhistoriques terminaient le processus de façonnage par des enlèvements extérieurs (pas à l'intérieur de la pirogue), l'épaisseur étant localement contrôlée en frappant la coque comme un tam-tam, la différence de son indiquant les emplacements où une partie du bois devait être encore enlevée. Quant au but recherché, il consistait probablement à alléger l'embarcation au maximum pour pouvoir, par exemple, la porter plus aisément d'un plan d'eau à un autre.

## Autres pirogues
Ces pirogues néolithiques ne sont pas les plus anciennes conservées au monde. Des pirogues plus anciennes ont été trouvées au Danemark, en Suisse et dans d'autres régions de la France. Au musée départemental de Préhistoire d'Île-de-France, à Nemours, figure une pirogue en bois de pin datée de 7500 av. J.-C. (période du Mésolithique), qui a été trouvée dans un ancien bras de la Seine avec divers objets, comme les fragments de cinq ou six nasses à poisson en bois de troène.